# 후안 로만 리켈메
후안 로만 리켈메(스페인어: Juan Román Riquelme, 1978년 6월 24일, 부에노스아이레스 산 페르난도 ~ )는 아르헨티나의 전 축구 선수이다. 아르헨티나 대표팀에서 오랜 기간 뛰었으며, 보카 주니어스와 비야레알 CF에서의 인상적인 활약으로 잘 알려져 있다.

## 선수 경력

### 클럽 경력
보카 주니어스에서 데뷔하여 어린 나이에 맹활약을 펼치며 남미 최고의 선수로 성장하였고, 2002년 FC 바르셀로나로 이적했지만 포지션 적응에 실패하며 비야레알 CF로 임대를 떠났다.
UEFA 챔피언스리그 2005-06에서 그는 당시 상대적으로 약체로 평가 받던 소속팀 비야레알 CF을 이끌고 조별예선에서 잉글랜드의 명문팀 맨체스터 유나이티드 FC를 누르고 올라왔으며, 8강에서는 이탈리아의 강호 FC 인테르나치오날레 밀라노를 원정골 우선 규칙으로 이기고 4강까지 진출했었다. 비록 아스널 FC에게 밀려 탈락하긴 했지만 그의 이름을 알리기엔 충분한 활약을 펼쳤다.
이후 2006년 페예그리니 감독 부임 이후 갈등을 겪으며 팀의 주전 자리에서 밀려나자 2007년 다시 친정팀인 보카 주니어스로 복귀하였다. 이후 2014년까지 활약했고 이후 아르헨티노스 주니어스에서 활약하다가 2015년 현역 은퇴를 선언했다.

### 대표팀 경력
리켈메는 1997년 FIFA 세계 청소년 축구 선수권 대회에서 4골을 기록하면서 파블로 아이마르. 에스테반 캄비아소 등과 함께 인상적인 모습을 보여주면서 아르헨티나가 우승하는데 기여하였다. 이러한 활약을 바탕으로 1997년부터 대표팀에 소집되었으며 1999년 코파 아메리카, 2007년 코파 아메리카에도 출전했으나 남미의 라이벌 브라질에 막히며 8강에 만족해야했다.
리켈메는 당시 대표팀 감독이었던 마르셀로 비엘사의 선택을 받지 못해 2002년 FIFA 월드컵에 출전하지 못했지만 이후가 국제 대회에 다시 모습을 드러낸 것은 2005년 FIFA 컨페더레이션스컵이다. 그는 조별 예선 3경기에서 모두 골을 넣으며 아르헨티나를 토너먼트에 진출시켰고, 멕시코와의 준결승전에선 승부차기 첫 번째 키커로 나와 성공시키면서 결승까지 진출시켰다. 그러나 또다시 라이벌 브라질은 이러한 그의 움직임을 두려워해 그를 원천봉쇄하였고, 결국 준우승에 만족해야했다.
컨페더레이션스컵에서의 활약을 바탕으로 호세 페케르만 감독은 그를 2006년 FIFA 월드컵에서도 주전으로 발탁한다. 이에 보답하듯 그는 제 활약을 펼치며 조국 아르헨티나를 네덜란드, 코트디부아르, 세르비아-몬테네그로가 속한 죽음의 조에서 1위로 진출하게 했다. 특히 세르비아-몬테네그로와의 2차전에서는 맨 오브 더 매치에 선정되었다. 그러나 멕시코와의 16강전에서 연장전 혈투로 인한 체력 소모 때문에 페케르만은 8강 독일전에서 팀이 1-0으로 이기고 있던 상황에서 그를 교체시켜 쉬게 하였으나, 그 이후 동점골을 허용하며 결국 인상적인 경기를 보여주었음에도 조국이 승부차기 끝에 탈락하는 것을 지켜보아야했다.
2007년 코파 아메리카에서도 그는 5골을 넣으며 아르헨티나를 결승전까지 진출시켰으나 이번에도 그는 라이벌 브라질에 막히며 준우승에 만족하여야했다.
2008년 하계 올림픽에 하비에르 마스체라노, 니콜라스 파레하와 함께 와일드카드로 출전한 그는 팀의 주장이 되어 이끌어가면서 아르헨티나가 본선 모든 경기를 이기면서 우승하는데 일조했다. 이번에는 그의 앞길을 항상 가로 막았던 브라질도 4강에서 이기면서 그를 막지 못하였다.
그러나 이러한 활약을 보여주었음에도 당시 대표팀 감독이었던 아르헨티나의 전설인 축구 선수 디에고 마라도나와의 갈등으로 대표팀에 뽑히지 못했으며 결국 2009년 그는 대표팀에서 은퇴를 선언하였다. 이후 후임 감독이었던 세르히오 바티스타가 그를 다시 대표팀에 복귀시키려는 시도를 하였지만 실패한 바 있다.

## 경력
- 1997년 FIFA 세계 청소년 축구 선수권 대회 국가대표
- 1999년 코파 아메리카 국가대표
- 2005년 FIFA 컨페더레이션스컵 국가대표
- 2006년 FIFA 월드컵 국가대표
- 2007년 코파 아메리카 국가대표
- 2008년 하계 올림픽 축구 국가대표

## 수상
보카 주니어스
- 아르헨티나 프리메라 디비시온 : 1998A, 1999C, 2000A, 2008A, 2011A
- 코파 아르헨티나 : 2011-12
- 코파 리베르타도레스 : 2000, 2001, 2007
- 레코파 수다메리카나 : 2008
- 인터콘티넨털컵 : 2000

 비야레알
- UEFA 인터토토컵 : 2003, 2004

 아르헨티나
- 1997년 FIFA 세계 청소년 축구 선수권 대회 우승
- 1998년 툴롱 토너먼트 우승
- 2005년 FIFA 컨페더레이션스컵 준우승
- 2007년 코파 아메리카 준우승
- 2008년 하계 올림픽 축구 금메달

개인
- 아르헨티나 올해의 선수상 : 2000, 2001, 2008, 2011
- 남미 올해의 선수상 : 2001
- 코파 리베르타도레스 MVP : 2007
- 돈 발론 어워드 라 리가 올해의 외국인 선수 : 2004-05
- 컨페더레이션스컵 실버볼 : 2005
- 2005년 FIFA 컨페더레이션스컵 맨 오브 더 매치 : vs. 튀니지, vs. 독일 (이상 조별리그)
- 2006년 FIFA 월드컵 맨 오브 더 매치 : vs. 세르비아 몬테네그로 (조별리그)